# Сара Царић
Сара Царић (Ковин, 1. фебруар 2001) српска је одбојкашица. Игра на позицији коректора. Поникла је у Радничком из Ковина. Играла је за београдску Визуру. Од 2020. до 2022. године наступала за ТЕНТ из Обреновца. Од 2022. игра за турску екипу ПТТ Анкара.
Царић је чланица женске одбојкашке репрезентације Србије. Уврштена је у састав Србије за сениорско Европско првенство 2021. године. Освојила је са репрезентацијом сребрну медаљу на Европском првенству 2021. године.